# Килиндини (гавань)
Килиндини (англ. Kilindini Harbour) — естественный глубоководный залив, простирающийся вглубь суши от Момбасы (Кения). Максимальная глубина 46-55 м, внешний канал в подходах к порту с глубиной 17,5 м. Гавань Килиндини является основной частью порта Момбаса, единственного международного морского порта в Кении и крупнейшего порта в Восточной Африке. Находится в ведении Администрации портов Кении. Помимо обработки грузов, порт Момбасы часто посещают круизные лайнеры.

## История
Момбаса имеет многовековую историю как портовый город. Гавань Килиндини была открыта в 1896 году, когда начались работы по строительству Угандийской железной дороги.
Во время Второй мировой войны, когда Кения была британской колонией, Килиндини стал временной базой Ост-Индской станции с начала 1942 года, пока японская военно-морская угроза для Коломбо (Цейлон) не была устранена. Неподалёку располагалось Дальневосточное объединённое бюро, которое успешно взломало японские военно-морские коды.

## Расширение
29 августа 2013 года расширение порта позволило принимать суда типа панамакс. Проект был запущен в июле 2011 года правительством Кении стоимостью 82,15 миллиона долларов США и осуществлялся компанией China Roads and Bridge Corporation. Новый причал с площадкой для штабелирования площадью 6,1 га, обеспечил дополнительную годовую пропускную способность в размере 200 000 TEU. Проект должен увеличить пропускную способность порта на 33 %, закрепив ведущий статус Момбасы, а также Кении в Восточной Африке.

## Донго-Кунду
Правительство Кении также начало содействовать развитию свободного порта на 1200 га земли в районе Донго-Кунду в рамках договоренностей о государственно-частном партнерстве. Также в стадии реализации находится проект объездной дороги, который свяжет территорию проекта и шоссе Момбаса — Лунга, Лунга — Найроби. Целью создания проекта, известного как объездная дорога Донго-Кунду, является облегчение транспортного потока на южном побережье Кении. Строительство началось в конце 2013 года.

## Порт Ламу
В Ламу строится новый международный морской порт, который должен быть больше гавани Килиндини, но Адинистрация портов Кении заявляет, что два порта не будут конкурировать, а будут дополнять друг друга.
В порту будет 32 причала и углубленный входной канал длиной 18 м, чтобы мог принимать суда дедвейтом 120 000 тонн (суда пост-панамакс). Стоимость проекта порта Ламу, включая первые 3 причала оценивается в 664 миллиона долларов США.